# Oostenrijk op de Olympische Zomerspelen 1968
Oostenrijk nam deel aan de Olympische Zomerspelen 1968 in Mexico-Stad, Mexico. In tegenstelling tot de vorige editie werden dit keer wel medailles gewonnen.

## Medailleoverzicht
| Sport     | Olympiër                      | Discipline      | Medaille |
| --------- | ----------------------------- | --------------- | -------- |
| Atletiek  | Liese Prokop                  | vijfkamp (v)    | Zilver   |
| Zeilen    | Hubert Raudaschl              | finn            | Zilver   |
| Atletiek  | Eva Janko                     | speerwerpen (v) | Brons    |
| Kanovaren | Günther Pfaff Gerhard Seibold | K-2 1000m (m)   | Brons    |

## Deelnemers en resultaten

### Atletiek
| Olympiër         | Discipline               | Resultaat | Prestatie |
| ---------------- | ------------------------ | --------- | --- |
| Rudolf Klaban    | 1500m (m)                | 39e       | serie 1: 8ste in 3.59,11 |
| Ingo Peyker      | polsstokhoogspringen (m) | DNF       | kwalificatie groep B: geen geldige poging |
| Heimo Reinitzer  | discuswerpen (m)         | 22e       | kwalificatie groep B: 8ste met 53,52m |
| Walter Pektor    | speerwerpen (m)          | 10e       | kwalificatie groep B: 1ste met 82,16m finale: 10de met 77,40m |
| Walter Dießl     | tienkamp (m)             | 12e       | 100m: 4de in 10,80 verspringen: 8ste met 7,42m kogelstoten: 11de met 14,32m hoogspringen: 15de met 1,83m 400m: 22ste in 51,67 110m horden: 3de in 14,77 discuswerpen: 12de met 42,23m polsstokhoogspringen: 8ste met 4,25m speerwerpen: 12de met 55,38m 1500m: 16de in 5.19,71 totaal: 7465 punten |
| Gert Herunter    | tienkamp (m)             | DNF       | 100m: 2de in 10,53 verspringen: 24ste met 6,75m kogelstoten: 16de met 13,93m hoogspringen: 15de met 1,83m 400m: 6de in 49,72 110m horden: 12de in 15,07 discuswerpen: 16de met 40,38m polsstokhoogspringen: niet gestart                                                                           |
| Horst Mandl      | tienkamp (m)             | DNF       | 100m: 23ste in 11,30 verspringen: 16de met 7,04m kogelstoten: 22ste met 13,34m hoogspringen: niet gestart |
|                  |                          |           | |
| Inge Aigner      | 80m horden (v)           | 15e       | serie 4: 4de in 10,8 halve finale 1: 8ste in 11,1 |
| Ilona Gusenbauer | hoogspringen (v)         | 8e        | kwalificatie groep A: 2de met 1,74m finale: 8ste met 1,76m |
| Eva Janko        | speerwerpen (v)          | Brons     | 58,04m |
| Erika Strasser   | speerwerpen (v)          | DNF       | geen geldige poging |
| Liese Prokop     | vijfkamp (v)             | Zilver    | 80m horden: 14de in 11,2 kogelstoten: 2de met 14,61m hoogspringen: 2de met 1,68m verspringen: 15de met 5,97m 200m: 19de in 25,1 totaal: 4966 punten |

### Boksen
| Olympiër          | Discipline | Resultaat | Prestatie                                                                               |
| ----------------- | ---------- | --------- | --------------------------------------------------------------------------------------- |
| Rainer Salzburger | -71kg (m)  | 17e       | 1ste ronde: V van UGA Jackson: knock-out                                                |
| Kurt Baumgartner  | -81kg (m)  | 9e        | 1ste ronde: W van MLI Bagayogo: 3-2 2de ronde: V van ITA Facchinetti: gediskwalificeerd |

### Gewichtheffen
| Olympiër     | Discipline | Resultaat | Prestatie                                                                             |
| ------------ | ---------- | --------- | ------------------------------------------------------------------------------------- |
| Kurt Pittner | -56kg (m)  | 10e       | drukken: 12de met 97,5kg trekken: 7de met 100kg stoten: 9de met 125kg totaal: 322,5kg |

### Kanovaren
| Olympiër                                                      | Discipline    | Resultaat | Prestatie                                                                     |
| ------------------------------------------------------------- | ------------- | --------- | ----------------------------------------------------------------------------- |
| Günther Pfaff                                                 | K-1 1000m (m) | DNS       | serie 1: niet gestart                                                         |
| Gerhard Siebold Günther Pfaff                                 | K-2 1000m (m) | Brons     | serie 2: 1ste in 3.38,9 halve finale 2: 2de in 3.46,30 finale: 3de in 3.40,71 |
| Helmut Hediger Kurt Lindlgruber Günther Pfaff Gerhard Seibold | K-4 1000m (m) | 7e        | serie 2: 1ste in 3.21,7 halve finale 3: 2de in 3.20,47 finale: 7de in 3.18,95 |

### Moderne vijfkamp
| Olympiër                                                  | Discipline      | Resultaat | Prestatie |
| --------------------------------------------------------- | --------------- | --------- | --- |
| Wolfgang Leu                                              | individueel (m) | DNF       | paardensport: 30ste met 120 strafpunten schermen: 29ste met 22 overwinningen schietsport: 44ste met 179 punten zwemmen: niet gefinisht                                               |
| Wolf-Dietrich Sonnleitner                                 | individueel (m) | 23e       | paardensport: 26ste met 90 strafpunten schermen: 32ste met 20 overwinningen schietsport: 13de met 190 punten zwemmen: 29ste in 4.08,0 atletiek: 23ste in 15.11,7 totaal: 4371 punten |
| Siegfried Springer                                        | individueel (m) | 28e       | paardensport: 18de met 70 strafpunten schermen: 19de met 25 overwinningen schietsport: 25ste met 187 punten zwemmen: 37ste in 4.13,7 atletiek: 34ste in 15.49,1 totaal: 4293 punten  |
| Wolfgang Leu Wolf-Dietrich Sonnleitner Siegfried Springer | team (m)        | DNF       | paardensport: 3de met 1020 punten schermen: 7de met 2324 punten schietsport: 10de met 2428 punten zwemmen: niet gefinisht                                                            |

### Roeien
| Olympiër                   | Discipline      | Resultaat | Prestatie |
| -------------------------- | --------------- | --------- | --- |
| Manfred Krausbar           | skiff (m)       | 10e       | serie 1: 3de in 7.55,80 herkansingen: 2de in 7.46,65 halve finale 1: 6de in 8.19,41 finale B: 4de in 7.46,19 |
| Dieter Ebner Dieter Losert | twee-zonder (m) | 4e        | serie 2: 1ste in 7.31,29 halve finale 1: 2de in 7.15,53 finale: 4de in 7.41,80                               |

### Schermen
| Olympiër                                                               | Discipline     | Resultaat | Prestatie |
| ---------------------------------------------------------------------- | -------------- | --------- | --- |
| Frank Battig                                                           | degen (m)      | DNS       | niet gestart |
| Roland Losert                                                          | degen (m)      | 42e       | 1ste ronde groep 3: 1ste W van ARG Vergara W van FRA Ladègaillerie W van VEN Fernández W van POR Pinheiro W van BRA do Amaral 2de ronde groep 3: 6de V van POL Gonsior V van GDR Dumke V van GBR Halsted V van NOR von Koss W van SUI Loetscher |
| Herbert Polzhuber                                                      | degen (m)      | 5e        | 1ste ronde groep 1: 2de V van URS Nikanchikov W van MEX Fernández W van GDR Dumke W van RAU El-Abidin W van IRL Ryan 2de ronde groep 8: 3de V van URS Kriss W van BRA do Couto W van GBR Hoskyns W van CAN Conyd V van USA Pesthy 3de ronde: W van BRA do Couto: 2-0 4de ronde: W van HUN Fenyvesi: 2-0 5de ronde: V van URS Modzalevsky: 0-2 herkansingen: W van HUN Fenyvesi: 2-1 herkansingen 2: W van POL Nielaba: 2-1 finale: 5de V van HUN Kulcsár V van URS Kriss V van ITA Saccaro V van URS Modzalevsky W van FRA Allemand |
| Rudolf Trost                                                           | degen (m)      | 35e       | 1ste ronde groep 5: 2de V van BEL Constandt W van POL Andrzejewski W van SUI Bretholz W van LIB Kallas W van AUS Jennigs 2de ronde groep 4: 5de V van URS Modzalevsky V van HUN Fenyvesi V van POL Andrzejewski W van ROU Haukler V van CUB Oliveros |
| Udo Birnbaum Roland Losert Herbert Polzhuber Frank Battig Rudolf Trost | degen team (m) | DNS       | 1ste ronde groep 2: 2de V van Hongarije: 3-6 W van Mexico: 10-6 W van Australië: 12-4 2de ronde: V van Italië: 2-8 |
| Udo Birnbaum                                                           | floret (m)     | 25e       | 1ste ronde groep 11: 4de V van POL Lisewski V van JPN Mano W van FRA Noël W van CAN Bakonyi 2de ronde groep 6: 4de V van URS Sveshnikov V van MEX Abaúnza V van POL Lisewski W van HUN Kamuti W van CAN Wiedel 3de ronde: V van ROU Drîmbă: 0-2 herkansingen: V van GBR Hoskyns: 0-2 |
| Roland Losert                                                          | floret (m)     | 17e       | 1ste ronde groep 8: 1ste W van FRA Revenu W van AUS Hobby W van USA Checkes W van LIB Ayoub W van PAR da Ponte 2de ronde groep 8: 2de V van ROU Drîmbă W van FRG Wellmann W van USA Cohen W van MEX Gómez V van URS Putyatin 3de ronde: W van HUN Kamuti: 2-0 4de ronde: V van URS Putyatin: 0-2 herkansingen: V van HUN Kamuti: 0-2 |
| Rudolf Trost                                                           | floret (m)     | 25e       | 1ste ronde groep 5: 2de V van POL Parulski W van ITA La Ragione W van VEN Salazar V van MEX Calderón 2de ronde groep 4: 4de V van ROU Tiu V van JPN Okawa V van ITA La Ragione W van CUB Gil W van RAU Soheim 3de ronde: V van URS Sveshnikov: 0-2 herkansingen: V van JPN Okawa: 1-2 |

### Schietsport
| Olympiër                | Discipline             | Resultaat | Prestatie                        |
| ----------------------- | ---------------------- | --------- | -------------------------------- |
| Guido Loacker           | 50m geweer 3 houdingen | 14e       | 1146 punten: (394-384-368)       |
| Wolfram Waibel, Sr.     | 50m geweer 3 houdingen | 32e       | 1133 punten: (397-382-354)       |
| Friedrich Schattleitner | 50m geweer liggend     | 35e       | 590 punten: (97-100-98-99-97-99) |
| Wolfram Waibel, Sr.     | 50m geweer liggend     | 53e       | 587 punten: (98-98-99-97-98-97)  |
| Hubert Garschall        | 50m pistool            | 18e       | 547 punten: (93-92-89-90-94-89)  |
| Hubert Garschall        | 25m snelvuurpistool    | 30e       | 579 punten: (292-287)            |
| Josef Meixner           | trap                   | 37e       | 187 punten                       |

### Schoonspringen
| Olympiër          | Discipline    | Resultaat | Prestatie                                                    |
| ----------------- | ------------- | --------- | ------------------------------------------------------------ |
| Ingeborg Pertmayr | 3m plank (v)  | 19e       | voorronde: 19de met 79,08 punten                             |
| Ingeborg Pertmayr | 10m toren (v) | 9e        | voorronde: 5de met 48,23 punten finale: 9de met 89,43 punten |

### Worstelen
| Olympiër       | Discipline     | Resultaat      | Prestatie |
| Grieks-Romeins | Grieks-Romeins | Grieks-Romeins | Grieks-Romeins |
| -------------- | -------------- | -------------- | --- |
| Franz Berger   | -78kg (m)      | 7e             | 1ste ronde: W van FRG Nettekoven: beslissing 2de ronde: W van JPN Tashiro 3de ronde: V van FRA Robin: beslissing 4de ronde: G van ROU Țăranu |

### Zeilen
| Olympiër                   | Discipline      | Resultaat | Prestatie                          |
| -------------------------- | --------------- | --------- | ---------------------------------- |
| Hubert Raudaschl           | finn            | Zilver    | 53,4 punten: (14-3-3-4-4-4-12)     |
| Karl Geiger Werner Fischer | flying dutchman | 17e       | 116 punten: (18-15-10-16-16-12-11) |

### Zwemmen
| Olympiër            | Discipline          | Resultaat | Prestatie                                            |
| ------------------- | ------------------- | --------- | ---------------------------------------------------- |
| Peter Schmid        | 100m vrije slag (m) | 41e       | serie 3: 5de in 57,1                                 |
| Peter Schmid        | 200m wisselslag (m) | 39e       | serie 6: 6de in 2.36,4                               |
|                     |                     |           |                                                      |
| Yvette Hafner       | 100m rugslag (v)    | 18e       | serie 2: 4de in 1.11,8                               |
| Yvette Hafner       | 200m rugslag (v)    | 16e       | serie 5: 5de in 2.37,7                               |
| Christl Filippovits | 100m schoolslag (v) | 12e       | serie 1: 5de in 1.19,9 halve finale 1: 6de in 1.18,9 |
| Christl Filippovits | 200m schoolslag (v) | 10e       | serie 1: 1ste in 2.51,3                              |

Afghanistan · Algerije · Amerikaanse Maagdeneilanden · Argentinië · Australië · Bahama's · Barbados · België · Bermuda · Birma · Bolivia · Bondsrepubliek Duitsland · Brazilië · Brits-Honduras · Bulgarije · Canada · Centraal-Afrikaanse Republiek · Ceylon · Chili · Colombia · Congo-Kinshasa · Costa Rica · Cuba · Denemarken · Dominicaanse Republiek · Duitse Democratische Republiek · Ecuador · El Salvador · Ethiopië · Fiji · Filipijnen · Finland · Frankrijk · Ghana · Griekenland · Groot-Brittannië · Guatemala · Guinee · Guyana · Honduras · Hongarije · Hongkong · Ierland · IJsland · India · Indonesië · Irak · Iran · Israël · Italië · Ivoorkust · Jamaica · Japan · Joegoslavië · Kameroen · Kenia · Koeweit · Libanon · Libië · Liechtenstein · Luxemburg · Madagaskar · Maleisië · Mali · Malta · Marokko · Mexico · Monaco · Mongolië · Nederland · Nederlandse Antillen · Nicaragua · Nieuw-Zeeland · Niger · Nigeria · Noorwegen · Oeganda · Oostenrijk · Pakistan · Panama · Paraguay · Peru · Polen · Portugal · Puerto Rico · Roemenië · San Marino · Senegal · Sierra Leone · Singapore · Soedan · Sovjet-Unie · Spanje · Suriname · Syrië · Taiwan · Tanzania · Thailand · Trinidad en Tobago · Tunesië · Turkije · Tsjaad · Tsjecho-Slowakije · Uruguay · Venezuela · Verenigde Arabische Republiek · Verenigde Staten · Vietnam · Zambia · Zuid-Korea · Zweden · Zwitserland